# Бенидорм (футбольный клуб)
«Бенидорм» (исп. Benidorm CF) — бывший испанский футбольный клуб из одноимённого города, в провинции Аликанте в автономном сообществе Валенсия. Домашние матчи проводил на стадионе «Гильермо Амор», вмещающем 9000 зрителей. В Примере и Сегунде команда никогда не выступала, лучшим результатом является 4-е место в Сегунде B в сезоне 1998/99. В связи с финансовыми проблемами клуб прекратил существование 22 июля 2011 года.

## Сезоны по дивизионам
- Сегунда Б — 19 сезонов.
- Терсера — 14 сезонов.
- Региональная лига — 14 сезонов.

## Достижения
- Терсера
  - Победитель (3): 1988/89, 2002/03, 2003/04